# Campeonato Sudamericano de Baloncesto Femenino de 2005
El Campeonato Sudamericano de baloncesto Femenino de 2005 corresponde a la XXIX edición del Campeonato Sudamericano de Baloncesto Femenino, que es organizado por FIBA Americas. Fue disputado en el Coliseo Álvaro Mesa Amaya en la ciudad de Villavicencio, en el municipio del mismo nombre en el departamento del Meta en Colombia, entre el 6 de septiembre y el 12 de septiembre de 2005 y clasifica a 3 equipos al Fiba Americas Femenino 2005 clasificatorio al mundial

## Grupo único
|   | Equipo    | Pts | J | G | P | PF  | PC  | Dif  |
| - | --------- | --- | - | - | - | --- | --- | ---- |
| 1 | Brasil    | 12  | 6 | 6 | 0 | 581 | 337 | +244 |
| 2 | Colombia  | 11  | 6 | 5 | 1 | 412 | 382 | +30  |
| 3 | Argentina | 10  | 6 | 4 | 2 | 492 | 369 | +123 |
| 4 | Venezuela | 9   | 6 | 3 | 3 | 463 | 464 | -1   |
| 5 | Chile     | 8   | 6 | 2 | 4 | 369 | 484 | -115 |
| 6 | Paraguay  | 7   | 6 | 1 | 5 | 392 | 503 | -114 |
| 7 | Ecuador   | 6   | 6 | 0 | 6 | 335 | 502 | -167 |

| 6 de julio, 16:30     | Brasil                | 101 - 67              | Paraguay                                 |  |
|                       |                       |                       |                                          |  |
| Parciales: -, -, -, - | Parciales: -, -, -, - | Parciales: -, -, -, - | Coliseo Álvaro Mesa Amaya, Villavicencio |  |

| 6 de julio, 18:30     | Colombia              | 65 - 51               | Ecuador                                  |  |
|                       |                       |                       |                                          |  |
| Parciales: -, -, -, - | Parciales: -, -, -, - | Parciales: -, -, -, - | Coliseo Álvaro Mesa Amaya, Villavicencio |  |

| 6 de julio, 21:00     | Argentina             | 86 - 60               | Chile                                    |  |
|                       |                       |                       |                                          |  |
| Parciales: -, -, -, - | Parciales: -, -, -, - | Parciales: -, -, -, - | Coliseo Álvaro Mesa Amaya, Villavicencio |  |

| 7 de julio, 14:30     | Brasil                | 102 - 39              | Ecuador                                  |  |
|                       |                       |                       |                                          |  |
| Parciales: -, -, -, - | Parciales: -, -, -, - | Parciales: -, -, -, - | Coliseo Álvaro Mesa Amaya, Villavicencio |  |

| 7 de julio, 18:30     | Argentina             | 83 - 70               | Venezuela                                |  |
|                       |                       |                       |                                          |  |
| Parciales: -, -, -, - | Parciales: -, -, -, - | Parciales: -, -, -, - | Coliseo Álvaro Mesa Amaya, Villavicencio |  |

| 7 de julio, 20:30     | Colombia              | 74 - 62               | Chile                                    |  |
|                       |                       |                       |                                          |  |
| Parciales: -, -, -, - | Parciales: -, -, -, - | Parciales: -, -, -, - | Coliseo Álvaro Mesa Amaya, Villavicencio |  |

| 8 de julio, 14:30     | Argentina             | 114 - 52              | Paraguay                                 |  |
|                       |                       |                       |                                          |  |
| Parciales: -, -, -, - | Parciales: -, -, -, - | Parciales: -, -, -, - | Coliseo Álvaro Mesa Amaya, Villavicencio |  |

| 8 de julio, 18:30     | Chile                 | 76 - 66               | Ecuador                                  |  |
|                       |                       |                       |                                          |  |
| Parciales: -, -, -, - | Parciales: -, -, -, - | Parciales: -, -, -, - | Coliseo Álvaro Mesa Amaya, Villavicencio |  |

| 8 de julio, 20:30     | Colombia              | 66 - 65               | Venezuela                                |  |
|                       |                       |                       |                                          |  |
| Parciales: -, -, -, - | Parciales: -, -, -, - | Parciales: -, -, -, - | Coliseo Álvaro Mesa Amaya, Villavicencio |  |

| 9 de julio, 16:30     | Ecuador               | 37 - 95               | Argentina                                |  |
|                       |                       |                       |                                          |  |
| Parciales: -, -, -, - | Parciales: -, -, -, - | Parciales: -, -, -, - | Coliseo Álvaro Mesa Amaya, Villavicencio |  |

| 9 de julio, 18:30     | Venezuela             | 85 - 82               | Paraguay                                 |  |
|                       |                       |                       |                                          |  |
| Parciales: -, -, -, - | Parciales: -, -, -, - | Parciales: -, -, -, - | Coliseo Álvaro Mesa Amaya, Villavicencio |  |

| 9 de julio, 20:30     | Brasil                | 104 - 55              | Chile                                    |  |
|                       |                       |                       |                                          |  |
| Parciales: -, -, -, - | Parciales: -, -, -, - | Parciales: -, -, -, - | Coliseo Álvaro Mesa Amaya, Villavicencio |  |

| 10 de julio, 16:30    | Ecuador               | 74 - 76               | Paraguay                                 |  |
|                       |                       |                       |                                          |  |
| Parciales: -, -, -, - | Parciales: -, -, -, - | Parciales: -, -, -, - | Coliseo Álvaro Mesa Amaya, Villavicencio |  |

| 10 de julio, 18:30    | Brasil                | 108 - 57              | Venezuela                                |  |
|                       |                       |                       |                                          |  |
| Parciales: -, -, -, - | Parciales: -, -, -, - | Parciales: -, -, -, - | Coliseo Álvaro Mesa Amaya, Villavicencio |  |

| 10 de julio, 20:30    | Colombia              | 74 - 55               | Argentina                                |  |
|                       |                       |                       |                                          |  |
| Parciales: -, -, -, - | Parciales: -, -, -, - | Parciales: -, -, -, - | Coliseo Álvaro Mesa Amaya, Villavicencio |  |

| 11 de julio, 16:30    | Chile                 | 59 - 56               | Paraguay                                 |  |
|                       |                       |                       |                                          |  |
| Parciales: -, -, -, - | Parciales: -, -, -, - | Parciales: -, -, -, - | Coliseo Álvaro Mesa Amaya, Villavicencio |  |

| 11 de julio, 18:30    | Ecuador               | 68 - 88               | Venezuela                                |  |
|                       |                       |                       |                                          |  |
| Parciales: -, -, -, - | Parciales: -, -, -, - | Parciales: -, -, -, - | Coliseo Álvaro Mesa Amaya, Villavicencio |  |

| 11 de julio, 20:30    | Colombia              | 60 - 90               | Brasil                                   |  |
|                       |                       |                       |                                          |  |
| Parciales: -, -, -, - | Parciales: -, -, -, - | Parciales: -, -, -, - | Coliseo Álvaro Mesa Amaya, Villavicencio |  |

| 12 de julio, 16:30    | Venezuela             | 98 - 57               | Chile                                    |  |
|                       |                       |                       |                                          |  |
| Parciales: -, -, -, - | Parciales: -, -, -, - | Parciales: -, -, -, - | Coliseo Álvaro Mesa Amaya, Villavicencio |  |

| 12 de julio, 18:30    | Colombia              | 73 - 59               | Paraguay                                 |  |
|                       |                       |                       |                                          |  |
| Parciales: -, -, -, - | Parciales: -, -, -, - | Parciales: -, -, -, - | Coliseo Álvaro Mesa Amaya, Villavicencio |  |

| 12 de julio, 20:30    | Brasil                | 76 - 59               | Argentina                                |  |
|                       |                       |                       |                                          |  |
| Parciales: -, -, -, - | Parciales: -, -, -, - | Parciales: -, -, -, - | Coliseo Álvaro Mesa Amaya, Villavicencio |  |

| Brasil          |
| Campeón Brasil  |
| Vigésimo Título |

## Clasificación
| Posición | Equipo    |
| -------- | --------- |
| 1        | Brasil    |
| 2        | Colombia  |
| 3        | Argentina |
| 4        | Venezuela |
| 5        | Chile     |
| 6        | Paraguay  |
| 7        | Ecuador   |

## Clasificados al FIBA Americas Femenino 2005
| Bandera de Brasil | Bandera de Colombia | Bandera de Argentina |
| Brasil            | Colombia            | Argentina            |
| ----------------- | ------------------- | -------------------- |